# Peter Bøttger
Peter Bøttger (født: 25. november 1945 på Mols) er en dansk fotograf og lydbogsindlæser m.m.
Har speaket reklamer og indlæst lydbøger siden 1985. Tilknyttet AV-forlaget Den Grimme Ælling.

## Et udvalg af de lydbøger Peter Bøttger har indlæst
- Arne Christiansen: Gotiske gysere (1991)
- Charles Keeping: Klassiske spøgelseshistorier (1995)
- Helle Møller Christensen: En gøgler på strandvejen (2000)
- Dan Brown: Engle og Dæmoner (2000)
- Dan Brown: Morderisk Bedrag (2001)
- Dan Brown: Da Vinci Mysteriet (2003)
- Edgar Allan Poe: Samlede fortællinger (2008)
- Niels Martinov: Ole Ernst – drømmer jeg, eller – (2008)
- Dan Turéll: Mord-serien
- Primo Levi: Vidnesbyrd
- Mihail Gorbatjov: Min egen historie